# Kaplica Świętego Wacława w Pradze

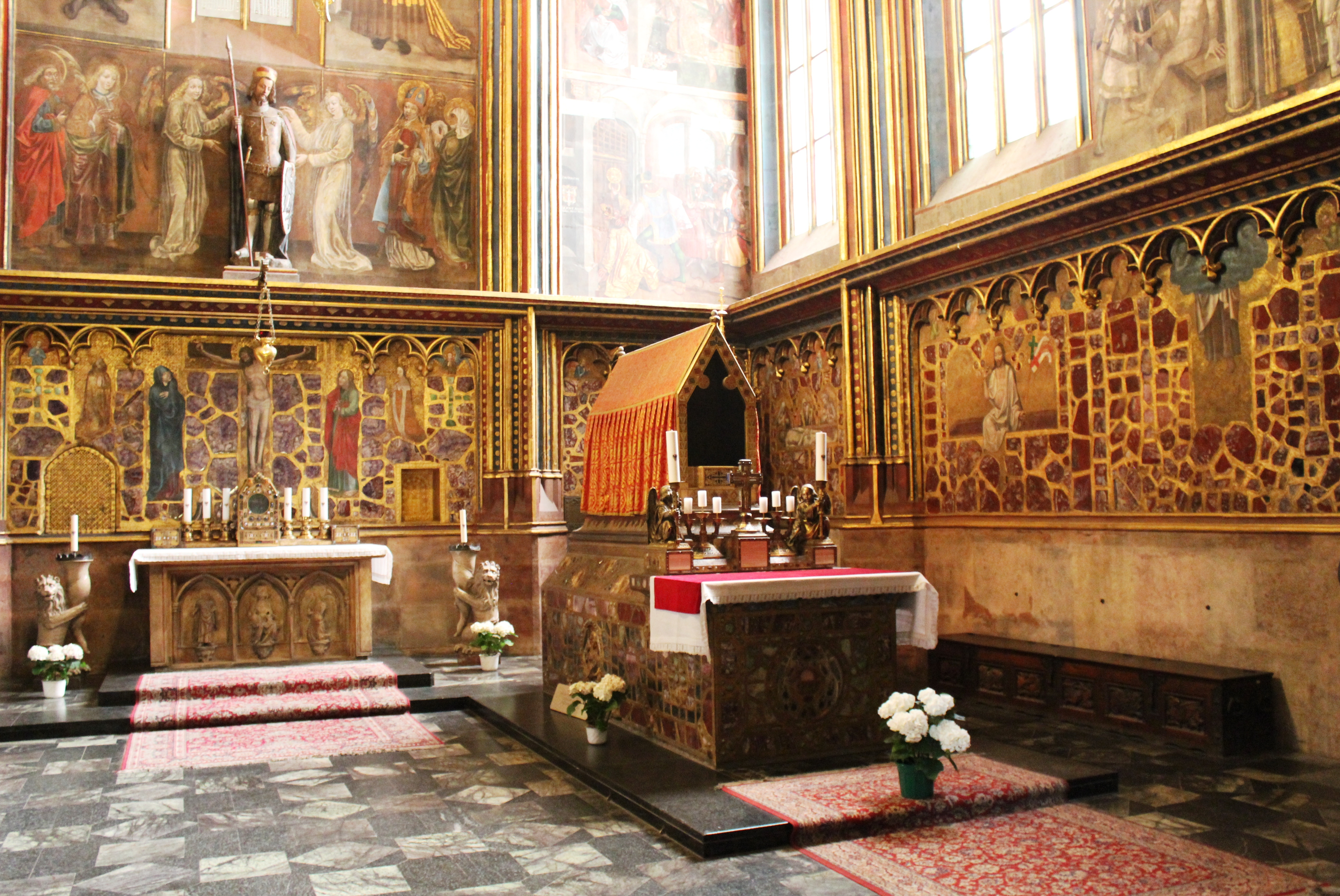
Widok na relikwiarz św. Wacława

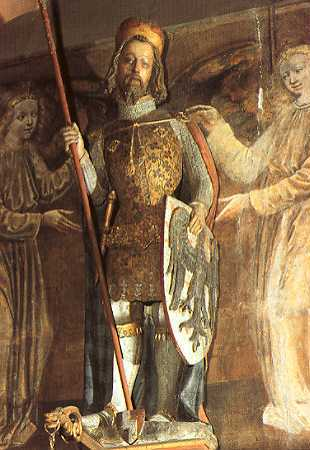
Figura św. Wacława

Kaplica Świętego Wacława (także: Kaplica Świętowacławska, cz. Svatovaclavska kaple) – gotycka kaplica katedry Świętego Wita na Hradczanach w Pradze. Dedykowana jest świętemu Wacławowi z dynastii Przemyślidów, czeskiemu księciu i męczennikowi. Zbudowana przez strzechę budowlaną Piotra Parlera w latach 1344–1367, stanowiła jedną z kluczowych fundacji Karola IV Luksemburskiego.
Lokalizacja obecnej kaplicy jest nieprzypadkowa, gdyż w tym miejscu znajdował się ołtarz św. Wacława pierwotnej rotundy i późniejszej katedry romańskiej.
Kaplica założona jest na planie kwadratowym, z zewnątrz stanowi dość zwartą, „romanizującą” bryłę, wewnątrz zaś w architekturze przeważają formy gotyckie - kaplica nakryta jest odmianą sklepienia gwiaździstego, wspartego na profilowanych służkach rozmieszczonych pomiędzy gładkimi ścianami, od strony południowej przeprutymi niewielkimi ostrołukowymi oknami. Ściany dolnej partii kaplicy przykryte są licznymi, masywnymi, ociosanymi kamieniami półszlachetnymi (w zbliżonej konwencji udekorowano ściany innych ważniejszych kaplic fundacji Karola IV, szczególnie dwóch w zamku w Karlštejnie: kaplice św. Katarzyny oraz św. Krzyża). Pośród nich wyłaniają się malowidła ścienne z lat 1372-1373 ukazujące sceny z męki Pańskiej.   
Obecny wystrój wnętrza stanowi cząstkę pierwotnego wyposażenia, zniszczonego wkrótce po śmierci Karola IV, podczas wojen husyckich. Pośrodku znajdowały się relikwie patrona ukryte w wielkim relikwiarzu, do dziś niezachowanym, lecz dokładnie opisanym w XIV-wiecznych źródłach. Miał formę skrzyniową, a jego powierzchnię zdobiły szczerozłote plakiety ze scenami figuralnymi o charakterze chrystologicznym, apostolskim oraz odwołującymi się do żywota św. Wacława. Dekorację dopełniały liczne kamienie szlachetne. W miejsce pierwotnego ołtarza w XIX w. powstał nowy, dodano wtórnie gotyckie kamienne antependium z kaplicy Świętej Anny przy ambicie praskiej katedry. Pod trzema ostrołukowymi arkadami znalazły się figury (obecnie w znacznym stopniu skute) św. Anny Samotrzeć w asyście św. Zygmunta (?) oraz  Burcharda, margrabiego magdeburskiego, który w 1358 r. ufundował ołtarz, z którego się zachowało to antependium. Wyżej, ponad malowanym przedstawieniem Grupy Ukrzyżowania, umieszczono naturalnej wielkości figurę św. Wacława przypisywaną Jindrichowi Parlerowi (siostrzeńcowi Piotra). Niewykluczone, że lokalizacja figury jest wtórna i mogła pierwotnie być umieszczona na zewnętrznej elewacji. Święty został tu ukazany jako młody władca z mitrą książęcą na skroniach oraz rycerz, w lewej ręce dzierżący tarczę orła płomienistego - herb Przemyślidów oraz pierwotne godło Czech. Przy wschodnim narożniku znajduje się miedziane i pozłacane sakramentarium w formie rozbudowanej wieży. Zastosowano tu repertuar form charakterystycznych dla architektury gotyku katedralnego, zarówno elementów konstrukcyjnych (przypory w narożach, ostrołukowe okna), jak i czysto dekoracyjnych (wysublimowana dekoracja maswerkowa, fiale). 
Wystrój i wyposażenie kaplicy zostały wzbogacone za czasów panowania Władysława Jagiellończyka. Jego sumptem w latach 1506-1509 ściany górnych partii kaplicy wypełniono malowidłami ściennymi ukazującymi epizody z żywota św. Wacława. Obok starszej figury patrona znalazły się wizerunki króla Władysława i jego żony Anny. Malowidła te przypisywane są kręgowi Mistrzowi Ołtarza z Litoměřic, czołowego czeskiego malarza późnego gotyku. Dwa cenne zabytki wiązane z czeskimi Jagiellonami znalazły się przy północnej ścianie kaplicy obok portalu łączącego kaplicę z katedrą. Pierwszym z nich jest monumentalny, brązowy świecznik wykonany w warsztacie Petera Vischera Starszego, z pełnoplastyczną figurą patrona kaplicy pod baldachimem wspartym na trzech filarach. Dzieło charakteryzuje się syntezą form późnogotyckich i renesansowych. Drugim dziełem, o podobnej konwencji stylowej jest obraz, ze sceną męczeństwa św. Wacława, pędzla Monogramisty IW (przez niektórych badaczy identyfikowanego z Janem Wrtilką), malarza czeskiego, prawdopodobnie ucznia Lucasa Cranacha Starszego. Wczesnośredniowieczne zdarzenie zostało namalowane niemal w pełni współcześnie malarzowi (przede wszystkim styl malowania, sceneria, kostiumy, późnogotycka architektura portalu). Usytuowanie obrazu obok portalu z podwojami jest nieprzypadkowe, gdyż święty Wacław miał zginąć podczas ucieczki do kościoła w Starym Bolesławcu. Przy drzwiach tamtejszego kościoła jego brat Bolesław dopadł go i śmiertelnie ugodził mieczem. Stąd też zarówno drzwi na obrazie, jak i starsze drzwi prowadzące z katedry do kaplicy mają charakterystyczną dla romanizmu kołatkę. 
Kaplica posiada drugi portal od strony zachodniej, z drzwiami zamkniętymi na siedem kluczy, stanowiącymi jedyne wejście do umieszczonego nad portalem Złotej Bramy skarbczykiem, mieszczącym czeskie klejnoty koronacyjne. Klucze są w dyspozycji najważniejszych osobistości władzy kościelnej i świeckiej Republiki Czeskiej (prezydent i premier, przewodniczący Sejmu i Senatu, prezydent Pragi oraz prymas Czech i przewodniczący Kapituły katedry Świętego Wita). Podczas specjalnych okazji, pełniące te funkcje osoby razem się gromadzą i otwierają podwoje, w celu wyjęcia ze skarbczyka czeskich klejnotów koronacyjnych, które są czasowo eksponowane w zamku na Hradczanach. 